# Montenegrói nyelv
A montenegrói nyelv (helyi nyelven црногорски jeзик, crnogorski jezik) az indoeurópai nyelvcsalád szláv ágának délszláv nyelvcsoportjához tartozik, annak is a nyugati alcsoportjához. A szociolingvisztika szempontjából egyrészt a hagyományosan szerbhorvát nyelvnek nevezett, a szerbek, a horvátok, a bosnyákok és a montenegróiak közös abstandnyelvének egyik változata, másrészt különálló, saját sztenderddel rendelkező ausbaunyelv. Montenegróban hivatalos nyelv.

## A nyelv beszélői és státusza

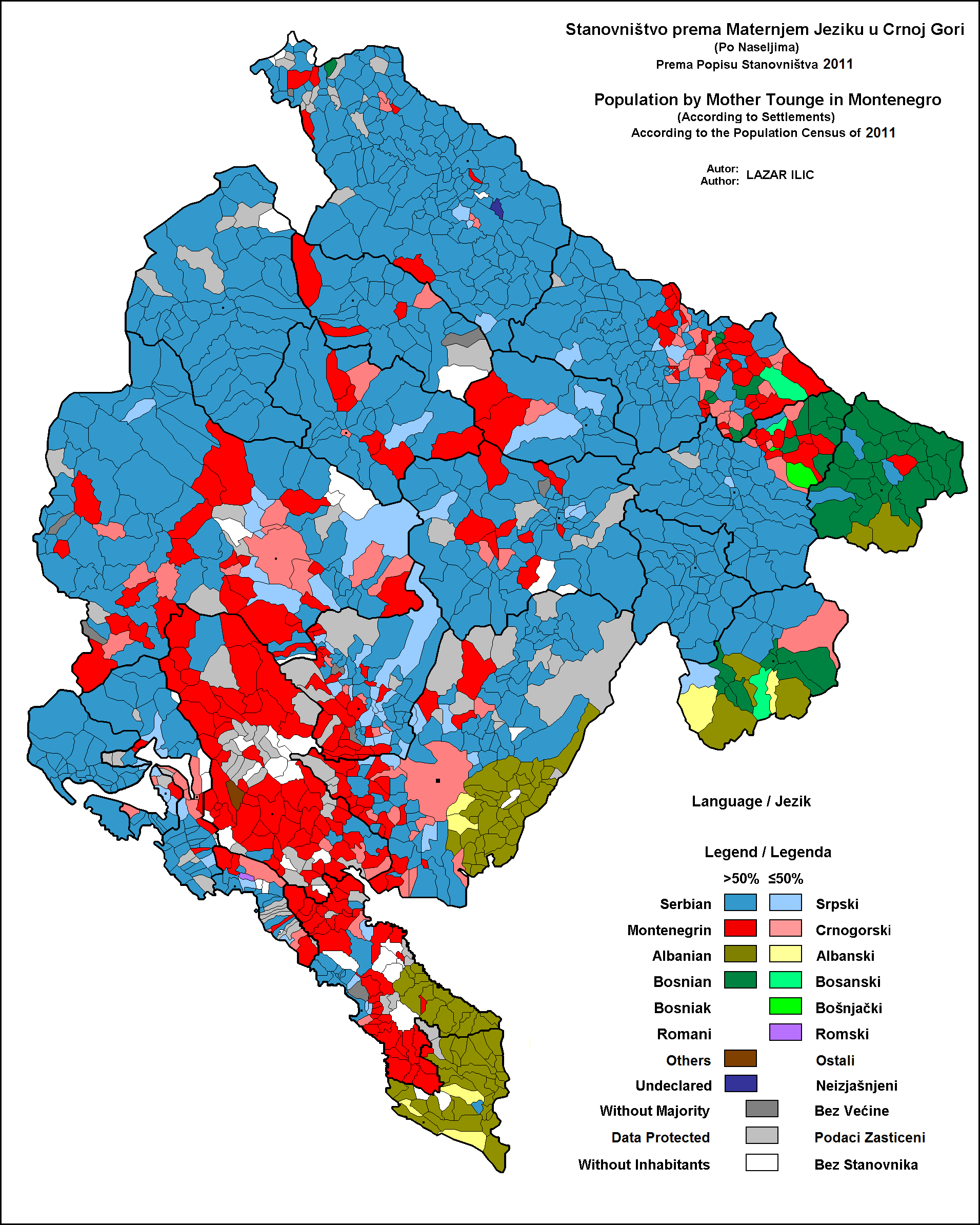
Montenegró lakosságának eloszlása anyanyelve szerint (2011)
A helység lakosságának több mint 50%-a montenegrói anyanyelvű
A helység lakosságának kevesebb mint 50%-a montenegrói anyanyelvű
A helység lakosságának több mint 50%-a szerb anyanyelvű

A 2011-ben elvégzett népszámlálás alkalmával a 620 029 személyből álló összlakosságból 278 865 személy, azaz a lakosság 44,98%-a montenegróinak vallotta magát, miközben 178 110-en (28,73%) szerbnek. Ami a nyelvet illeti, 265 895-en (42,88%) jelölték meg a szerbet anyanyelvükként, és 229 251-en (36,97%) a montenegróit. Következésképpen, a montenegróiak egy része szerbül beszélőnek tekinti magát.
Vannak még statisztikai adatok a montenegróiakról a következő országokban:
| Ország       | Személyek száma | Személyek státusza        |
| ------------ | --------------- | ------------------------- |
| Szerbia      | 38 527          | montenegrói nemzetiségűek |
| Szerbia      | 2 519           | montenegrói anyanyelvűek  |
| Horvátország | 4 517           | montenegrói nemzetiségűek |
| Horvátország | 876             | montenegrói anyanyelvűek  |
| Szlovénia    | 2 667           | montenegrói nemzetiségűek |
| Albánia      | 366             | montenegrói nemzetiségűek |

A különböző országokban végzett népszámlálások adai szerint a montenegróit anyanyelvüknek valló személyek összesített száma 232 646.
A montenegrói csak Montenegróban hivatalos nyelv, ahol a nemzeti kisebbségek nyelvei (szerb, bosnyák, albán és horvát) is hivatalos használatúak.

## A montenegrói nyelv fogalma körüli vita
A montenegrói nyelv fogalmának hívei ugyanakkor Montenegró függetlenségének hívei is. Amikor a montenegrói PEN-központhoz tartozó értelmiségiek a Montenegrói Köztársaság 1992-es alkotmánya ellen tiltakoztak, amelyben a szerb volt megjelölve hivatalos nyelvként, fő érvük az volt, hogy minden nemzetnek joga van saját nyelvhez. Ezt megerősítendő, a horvát és a bosnyák nyelv példáját hozták fel. Nem tagadták, hogy a montenegrói ugyanahhoz a közép-délszláv diarendszerhez tartozik, mint a többi három nyelv, de azt követelték, hogy nyelvüket hivatalosan montenegróinak nevezzék.
A montenegrói nyelv eszméjének legfőbb szószólója Vojislav Nikčević  volt, a Nikšići Egyetem professzora, aki 1968 óta foglalkozott ezzel. Ugyancsak ő volt a szerzője az első montenegrói nyelvre vonatkozó normatív munkáknak (lásd lentebb #A montenegrói nyelv intézményesítése). Támogatói közé tartoztak Vuk Minić, Sreten Zeković, Jevrem Brković , Rajko Cerović stb.
Egyik érvük a „montenegrói nyelv” szócsoport létezése többé-kevésbé régi dokumentumokban.
- A montenegrói nyelv első megemlítése Vuk Stefanović Karadžićtól származik, aki egyébként azt vallotta, hogy az egész közép-délszláv területen beszélt nyelv a szerb. 1837-ben leírta egy 1813-ban Montenegrót látogató francia ezredes szavait, aki azt hitte, hogy a „montenegrói nyelv” a görög nyelv egyik dialektusa.[14]
- 1857-ben, Ljubomir Nenadović (wd) szerb író a következőket jegyezte meg egy montenegrói utazás kapcsán: „Minden iskolában a nyelv a montenegrói, ami különbözik attól a szép elismert nyelvtől, amelyre a Biblia le van fordítva.[15] Ha a montenegróiak így folytatják iskoláikban, akkor száz év múlva a két nyelv között nagyobb különbség lesz, mint a portugál és a spanyol között.”[16]
- A „montenegrói nyelv” elnevezés egy másik szerb írónál is megjelent. Simo Matavulj (wd) idézte egy montenegrói szavait, aki azt mondta, hogy a legjobb szerb színészek sem tudnak beszélni po naški („a mi nyelvünkön”), čisto crnogorski („tisztán montenegrói nyelven”).[17]
- Helén, montenegrói hercegnő, aki 1896-ban Olaszország királynéja lett, Janjić szerb miniszterrel beszélgetett egy alkalommal, aki megdicsérte a szép szerb beszédéért. A királyné azt válaszolta neki, hogy montenegrói nyelven beszél.[18]
- Az Encyclopædia Britannica 1911-es kiadása is montenegrói nyelvről ír, bár rögtön megjegyzi, hogy ez gyakorlatilag azonos a szerbhorváttal.[19]

A montenegrói nyelv eszméjének ellenzői ugyanakkor a Szerbiával való egység hívei is, például Mihajlo Sćepanović, Branislav Brborić, Slobodan Remetić, Drago Ćupić, Mato Pižurica   és Ranko Bugarski  nyelvészek. Fő érvük az, hogy nincs jelentősebb különbség a Montenegróban és a Szerbiában beszélt nyelv között.
Más érvük az, hogy az egész történelmük során a montenegróiak általában szerbeknek tekintették magukat, bár országuk hosszú időszakokban független volt. Valóban, Montenegrónak sikerült megőriznie autonómiáját az Oszmán Birodalom keretén belül, sőt, gyakorlatilag független lett a 17. század végén, miközben Szerbia tényleges török megszállás alatt állt, mielőtt a 19. század elején autonóm lett. A két ország függetlenségét az 1878-ban megtartott berlini békekongresszuson ismerték el, és Montenegró 1918-ig volt független, amikor a Szerb–Horvát–Szlovén Királyság (a későbbi Jugoszlávia) része lett. Az, hogy a montenegróiak általában szerbeknek tekintették magukat abból is kitűnik, hogy az 1911-es oktatásügyi törvény értelmében kötelező volt a szerb állami vagy magán elemi iskola, és a legfontosabb tantárgyak között a szerb történelem és a szerb nyelv volt.
Általában a volt Jugoszlávián kívüli nyelvészek, akik nem érzelmileg közelítik meg a kérdést, világosan elkülönítik a szociolingvisztikai szempontot a tisztán nyelvészetitől. Például Paul-Louis Thomas professzor, a Párizs-Sorbonne Egyetem tanára, akinek szakterületei hivatalosan a „bosnyák, horvát, montenegrói és szerb nyelv és irodalmak (BHMSz)”, 2001-ben elfogadta a montenegrói nyelv fogalmát, megjegyezve, hogy ez csupán a szociolingvisztika területéhez tartozik, és hogy nyelvészeti szempontból a szerbhorvát nyelv fogalmat preferálja, mely már meghonosodott a nyelvészetben.

## A montenegrói nyelv intézményesítése
A montenegrói nyelv normáinak kialakítása 1997-ben kezdődött, amikor megjelent az első helyesírást szabályozó munka. Ezt az első nyelvtan követte.
2003-ban megalakult Cetinjében a Montenegrói Nyelv és Nyelvészet Intézete, Vojislav Nikčević igazgatása alatt. Ez kormányon kívüli szervezet volt, de a művelődésügyi minisztérium támogatta anyagilag.
2004-ben a kormány módosította az iskolák tantervét, így az addig „szerb nyelv” elnevezésű tantárgy neve „anyanyelv (szerb, montenegrói, horvát, bosnyák)” lett.
2005-ben nemzetközi tudományos konferenciát tartottak a montenegrói nyelv sztenderdizálásáról Podgoricában.
A függetlenségről szóló népszavazás és a függetlenség kikiáltása után, 2007. október 22-én elfogadott új alkotmány hivatalos nyelvként a montenegróit nevezte meg.
2008-ban az oktatásügyi minisztérium bejelentette, hogy az iskolai tankönyveket 2009-től már montenegrói nyelven nyomtatják. Ugyanabban az évben megalakították A montenegrói nyelv sztenderdizálásának a tanácsát.
2009-ben megjelent a helyesírást szabályozó hivatalos dokumentum (lásd #Források).
2010 augusztusában a kormány elfogadta a hivatalos montenegrói grammatikát, és az ezt összefoglaló kötet szeptember 4-én jelent meg (lásd #Források).
2016 áprilisában megjelent a montenegrói nyelv első szótárának első kötete, a Montenegrói Tudományos és Művészeti Akadémia kiadásában, amely felháborodást keltett. Egyrészt az előbb megjelent helyesírást és grammatikát szabályozó munkák egyik fő szerzője, Adnan Čirgić nyelvész szerint tudománytalan, másrészt a montenegrói muszlimok (bosnyákok és albánok) őket sértő, soviniszta elemeket találtak benne, és 114 montenegrói muszlim és nem muszlim értelmiségi nyílt levélben kérte a kötet visszavonását.
Még 2008-ban a montenegrói hivatalosságok kérelmet nyújtottak be az ISO 639 bizottságához kód megadása érdekében a montenegrói nyelvnek. Ezt a bizottság elutasította azzal, hogy nem tekinti a montenegróit másnak, mint a szerb nyelv egyik változatának, majd 2015-ben a montenegróiak teljes dokumentáció mellékelésével felújították a kérelmet, és hosszas procedúra után 2017 decemberében az ISO 639 megadta a nyelvnek a [cnr] kódot.

## A montenegrói sztenderd sajátosságai
A montenegrói nyelv sztenderdizálását két vonáskategória alapján végzik. Ezek egyrészt a štokavski dialektus azon vonásai, melyek közösek a bosnyákok, a horvátok, a szerbek és a montenegróiak nyelvhasználatában, másrészt pedig a montenegrói štokavski nyelvjárások közös vonásai. Ezek három csoportot alkotnak: délkeleti, északnyugati és a Szandzsák Montenegróhoz tartozó részében beszéltek. A montenegrói sztenderdnek nemcsak mind a három többi sztenderddel vannak közös vonásai, hanem egyesek csak a horváttal közösek, mások pedig csak a szerbbel.

### Hangtan és írás
A montenegrói sztenderdben is megvannak a diarendszerhez tartozó többi sztenderdben található fonológiai vonások (lásd Horvát nyelv és Szerb nyelv). Ezek mellett normaként adja meg a horvátban is szabályos (i)jekavski kiejtést, valamint néhány csak a montenegróira jellemző vonást.

#### Mássalhangzók
Normaként van megszabva a jekavski kiejtés okozta palatalizáció. Ez két specifikus mássalhangzót produkál, a /s/ és a /z/ ilyen palatalizációja nyomán:
- [ɕ] (alveolopalatális, zöngétlen réshang), például a śever ['ɕever], (horvátul) sjever, (szerbül) sever ’észak’ szóban;
- [ʑ] (alveolopalatális, zöngés réshang): iźelica ['iʑelit͡sa], (horvátul) izjelica, (szerbül) izelica ’falánk’.

Két másik mássalhangzót is kivált a jekavski palatalizáció, melyek megvannak ugyan a többi sztenderdben is, de nem az ilyen típusú palatalizáció által okozottak:
- t > ć: poćernica, (horvátul) potjernica, (szerbül) poternica ’letartóztatási parancs’;
- d > đ: đevojka, (horvátul) djevojka, (szerbül) devojka ’lány’.

A montenegrói sztenderd elfogadja ugyanakkor e négy mássalhangzó horvát sztenderdbeli megfelelőit is: sj, zj, tj, dj.

#### Azijehangcsoport
Az (i)jekavski kiejtés általában közös a horvát sztenderddel, de a montenegróiban az ije, két szótagban kiejtett hangcsoport olyan szavakban is szabályozott, amelyekben nincs meg a horvátban. Példák:
zasijedanje, (horvátul) zasjedanje, (szerbül) zasedanje ’értekezlet, gyűlés’;
kolosijek, (horvátul) kolosjek, (szerbül) kolosek ’vasútvonal’.

#### Egyéb jelenségek
A /l/ kiesése a hímnemű főnevek alanyeset egyes számú alakja végéről /o/ után a szerb sztenderddel közös: so, (szerbül) so, (horvátul) sol ’só’.
Az ao hangcsoport, mely például a cselekvő melléknévi igenév hímnem egyes számú alakjának végén található, egyes nyelvjárásokban a-ra redukálódik, másokban o-ra: reka sam, illetve reko sam vs. rekao sam. Ezek a jelenségek csak néhány területre korlátozottak, ezért nincsenek normaként elfogadva.

#### Írás
Akárcsak a szerb nyelvet, a montenegróit is mind cirill, mind latin ábécével írják, amit az alkotmány is rögzít. A 21. században egyre inkább a latin ábécét használják. Mindkét ábécé ugyanaz, mint a szerb nyelvben használt (lásd Szerb nyelv. Kiejtés és írás), azzal a különbséggel, hogy a montenegrói ábécében kettővel több betű van, a két sajátos mássalhangzó írására. Ezek a latin ábécében a Ś és a Ź, ugyanazok, mint a lengyel nyelv írásában, mely nyelvben ugyancsak megvannak az illető mássalhangzók. A cirill ábécében e betűk megfelelői a Ć, illetve a З́. Mivel a megfelelő mássalhangzók jekavski palatalizáció nélküli változatai is elfogadottak, ezek írása sj-ként (cirill cj), illetve zj-ként (cirill зj) is elfogadott.
Akárcsak a szerb nyelvben, az idegen tulajdonneveket fonetikusan írják át a latin ábécével is, kivéve a postai használatban. Egyes esetekben, amikor szükségesnek tartják, például térképeken, fonetikusan is, és mellette úgy is, mint az eredeti nyelvben írhatók, ha ez a latin vagy a cirill ábécét használja.

### Grammatika
A montenegrói sztenderd alaktan és mondattan csak néhány sajátossággal rendelkezik a diarendszerhez tartozó többi sztenderdhez viszonyítva (lásd Szerb nyelv. Grammatika).
Egyes sajátos alakok az ije hangcsoport a montenegróiban nagyobb gyakoriságának tudhatók be. Ezért a biti létige kijelentő mód egyes szám tagadott alakjai csak ije-vel vannak szabályosakként elfogadva: nijesam, (horvátul) és (szerbül) nisam ’nem vagyok’.
A melléknevek, a névmások és a számnevek mindhárom nem többes szám részeshatározói-eszközhatározói-határozói esetű alakja a horvátban és a szerbben szabályos i-s esetragjai ma már gyakoribbak a montenegróiban is, mint az i-nek megfelelő ije-vel, mégis az utóbbit is beleiktatták a sztenderdbe:
- dobri (hn.), dobra (s. n.), dobre (nn.) ’jók’: részeshatározói-eszközhatározói-határozói eset dobrijem(a) vagy dobrim(a);
- ti, ta, te ’azok’: tijem(a) vagy tim(a);
- prvi, prva, prve ’az elsők’: prvijem(a) vagy prvim(a).

Számosabbak a sajátos jelenségek a montenegrói nyelv fesztelen nyelvi regiszterében, például:
- hangsúlytalan alakú személyes névmások:[45]
  - fesztelen ni vs. szokásos nam „nekünk”, fesztelen ne vs. nas „minket”;
  - vi vs. vam „nektek”, ve vs. vas „titeket, magukat, önöket”;
- a főnévi igenév képzője i nélkül: Idem malo odmorit vs. Idem se malo odmoriti „Megyek pihenni egy kicsit”;[46]
- a visszaható névmás gyakori elhagyása (az előbbi példa).

A fesztelen regiszter egyes vonásai megvannak a mai szépirodalomban is, de a szokásos regiszterben, a hivatalos nyelvezetben és a publicisztikáéban nem. Ilyenek például:
- A fesztelen regiszterben használják a folyamatos múlt időt, amely a diarendszer többi nyelvében csak irodalmi, archaikus színezettel: Jedni se igrahu, drugi razgovarahu… ’Egyesek játszottak, mások beszélgettek…’[47]
- Ebben a regiszterben van egy potencijal imperfekta ’folyamatos múlt feltételes alakja’ nevű igealak, amely a htjeti (šćeti változattal is) ’akarni’ segédige folyamatos múltú alakjából és a lexikális (fogalmi) jelentésű ige főnévi igenevű alakjából képződik. Ez a magyar feltételes mód múlt idejének felel meg pontosan. Ezzel szemben a szokásos regiszterben a feltételes mód nevű alakot használják, melynek jelen idejű és múlt idejű jelentése is van: Hoćah vam se javiti da sam imao vremena vs. Javio bih vam se da sam imao vremena ’Adtam volna hírt magamról nektek/magának/önnek/maguknak/önöknek, ha lett volna időm’.[48]

Egyes, a régi montenegrói irodalomban használt kötőszók mára csak a fesztelen regiszterben maradtak fenn:
- ma vs. ali ’de’;[49]
- a…, a vs. bilo…, bilo ’akár…, akár’: A došli, a ne došli, isto im se piše ’Akár jönnek, akár nem jönnek, a sorsuk ugyanaz lesz;[50]
- e vs. da ’hogy’: Ovo vi pišem da ne možete reći e nijeste znali ’Ezt azért írom nektek, hogy ne mondhassátok, hogy nem tudtátok’.[51]

### Szókincs
A montenegrói nyelv szókincse nem különbözik lényegesen a diarendszerétől általában, de előfordulnak eltérő szavak.
Azonos eredetű, de a szerbtől és a horváttól különböző alakú szavak:
| Montenegrói | Szerb  | Horvát | Magyar          |
| ----------- | ------ | ------ | --------------- |
| cklo        | staklo | staklo | üveg (az anyag) |
| đetić       | dečak  | dječak | fiúcska         |
| kostanj     | kesten | kesten | gesztenyefa     |
| mrtac       | mrtvac | mrtvac | holttest        |
| omraziti    | mrzeti | mrziti | gyűlölni        |
| śutra       | sutra  | sutra  | holnap          |
| znaven      | poznat | poznat | ismert          |

Ugyanazt jelentő, de különböző szavak a montenegrói, a szerb és a horvát nyelvben:
| Montenegrói | Szerb   | Horvát  | Magyar     |
| ----------- | ------- | ------- | ---------- |
| izvanjac    | stranac | stranac | külföldi   |
| glib        | blato   | blato   | sár        |
| cukar       | šećer   | šećer   | cukor      |
| oriz        | pirinač | riža    | rizs       |
| razuriti    | srušiti | srušiti | lerombolni |

A jövevényszavak a nyelvbe való illesztése is különbözhet a montenegróiban:
| Montenegrói                     | Szerb              | Horvát             | Magyar  |
| ------------------------------- | ------------------ | ------------------ | ------- |
| -tada képző: kvalitada          | -tet: kvalitet     | -teta: kvaliteta   | minőség |
| -an képző: Austrijan            | -anac: Austrijanac | -anac: Austrijanac | osztrák |
| -dur(ica) képző: štimadur(ica)) | procenitelj(ica)   | procjenitelj(ica)  | becsűs  |

Akárcsak az Adriai-tenger partján beszélt horvát nyelvjárásokban, a montenegrói nyelvben is több az olasz eredetű szó, mint a szerbben. Példák:
bastadur(ica) ’aki megelégelt vmit’ < basta
durati ’tartani’ (időben) < durare;
kaseta ’láda’ < cassetta;
kušin ’párna’ < cuscino;
lencun ’lepedő’ < lenzuolo;
medig ’orvos’ < medico;
pjat ’tányér’ < piatto;
skala ’létra’ < scala;
taulin ’asztal’ < tavolino.